# (612085) 1999 CL119
(612085) 1999 CL119 ist ein großes transneptunisches Objekt im Kuipergürtel, das bahndynamisch als erweitertes Scattered Disk Object (DO) oder als Cubewano (CKBO) eingestuft wird. Aufgrund seiner Größe gehört der Asteroid möglicherweise zu den Zwergplanetenkandidaten.

## Entdeckung
(612085) 1999 CL119 wurde am 11. Februar 1999 von Christian Veillet und John B. McDonald mit dem 3,6-m-CFHT-Teleskop am Mauna-Kea-Observatorium (Hawaii) entdeckt. Die Entdeckung wurde am 2. Januar 2000 zusammen mit 1999 CN119 und (612086) 1999 CX131 bekanntgegeben.
Der Beobachtungsbogen des Planetoiden beginnt mit der offiziellen Entdeckungsbeobachtung am 11. Februar 1999. Seither wurde der Planetoid durch verschiedene erdbasierte Teleskope beobachtet. Im April 2017 lagen insgesamt 27 Beobachtungen über einen Zeitraum von 15 Jahren vor. Die bisher letzte Beobachtung wurde im April 2017 am Pan-STARRS-Teleskop (PS1) (Maui) durchgeführt. (Stand 15. März 2019)

## Eigenschaften

### Umlaufbahn
(612085) 1999 CL119 umkreist die Sonne in 320,17 Jahren auf einer fast kreisförmigen Umlaufbahn zwischen 46,41 AE und 47,19 AE Abstand zu deren Zentrum. Die Bahnexzentrizität beträgt 0,008, die Bahn ist 23,34° gegenüber der Ekliptik geneigt. Derzeit ist der Planetoid 46,63 AE von der Sonne entfernt. Er bewegt sich mit durchschnittlich 4,32 km/s auf seiner Bahn. Das Perihel durchläuft er das nächste Mal 2076, der letzte Periheldurchlauf dürfte also im Jahre 1755 erfolgt sein.
Marc Buie (DES) klassifiziert den Planetoiden als erweitertes SDO (ESDO bzw. DO), während das Minor Planet Center ihn als Cubewano einordnet, wobei er zu den bahndynamisch «heißen» klassischen KBO gehört; letzteres führt ihn auch als Nicht-SDO und allgemein als «Distant Object».

### Größe
Derzeit wird von einem Durchmesser von 359 km ausgegangen, basierend auf einem Rückstrahlvermögen von 4 % und einer absoluten Helligkeit von 6,3 m. Ausgehend von diesem Durchmesser ergibt sich eine Gesamtoberfläche von etwa 405.000 km². Die scheinbare Helligkeit von 1999 CL119 beträgt 22,66 m.
Da es denkbar ist, dass sich (612085) 1999 CL119 aufgrund seiner Größe im hydrostatischen Gleichgewicht befindet und somit weitgehend rund sein könnte, erfüllt er möglicherweise die Kriterien für eine Einstufung als Zwergplanet. Mike Brown geht davon aus, dass es sich bei 1999 CL119 um vielleicht einen Zwergplaneten handelt.
(612085) 1999 CL119 scheint eine bläuliche (neutrale) Färbung aufzuweisen, weswegen die Albedo als vergleichsweise tief angenommen wird.
| Jahr                                         | Abmessungen km | Quelle   |
| -------------------------------------------- | -------------- | -------- |
| 2018                                         | 280,0          | Johnston |
| 2018                                         | 359,0          | Brown    |
| Die präziseste Bestimmung ist fett markiert. |                |          |